# Ignacio de Alba y Hernández
Ignacio de Alba y Hernández (* 30. Oktober 1890 in San Juan de los Lagos, Jalisco, Mexiko; † 26. Mai 1978 in Guadalajara) war ein mexikanischer Geistlicher und Bischof von Colima.

## Leben
Ignacio de Alba y Hernández empfing am 28. Oktober 1915 das Sakrament der Priesterweihe für das Erzbistum Guadalajara. Er wurde zum Doktor der Theologie promoviert.
Am 29. April 1939 ernannte ihn Papst Pius XI. zum Titularbischof von Algiza und bestellte ihn zum Koadjutorbischof von Colima. Der Erzbischof von Guadalajara, José Garibi y Rivera, spendete ihm am 28. Mai desselben Jahres die Bischofsweihe; Mitkonsekratoren waren der Erzbischof von Monterrey, José Guadalupe Ortíz y López, und der Koadjutorerzbischof von Morelia, Luis María Altamirano y Bulnes. Ignacio de Alba y Hernández wurde am 30. Juni 1949 in Nachfolge des verstorbenen José Amador Velasco y Peña Bischof von Colima.
Am 25. Juli 1967 nahm Papst Paul VI. das von Ignacio de Alba y Hernández aus Altersgründen vorgebrachte Rücktrittsgesuch an und ernannte ihn zum Titularbischof von Thucca in Mauretania. Ignacio de Alba y Hernández verzichtete am 18. Januar 1976 auf das Titularbistum Thucca in Mauretania.